# Hariclea Darclée
Hariclea Darclée, właśc. Hariclea Haricli (ur. 10 czerwca 1860 w Braile, zm. 12 stycznia 1939 w Bukareszcie) – rumuńska śpiewaczka operowa, sopran spinto, matka pisarza i autora librett Iona Hartulari Darclée.

## Życiorys
Córka Iona i Aslan. Ojciec był właścicielem ziemskim, matka wywodziła się z greckiej rodziny Mavrocordat. Hariclea studiowała w konserwatorium w Wiedniu. Naukę kontynuowała w Paryżu, pod kierunkiem Jeana-Baptiste Faurego. W 1888 zadebiutowała w Operze Paryskiej w roli Margaret w Fauście. 14 stycznia 1900 zagrała tytułową rolę w światowej prapremierze opery Tosca Giacomo Pucciniego w rzymskim Teatro Costanzi.
Artystyczny pseudonim Darclée miała otrzymać od zafascynowanego jej głosem kompozytora Claude’a Debussy’ego. Po raz ostatni wystąpiła na scenie w 1918, śpiewając arię Julii w operze Romeo i Julia Gounoda w Teatro Lirico w Mediolanie. W 1921 wspierała budowę Opery Narodowej w Bukareszcie (Opera Națională București).
Ostatnie lata życia spędziła w nędzy i zapomnieniu. Spoczywa na cmentarzu Bellu w Bukareszcie.
W 1960 Mihai Iacob nakręcił film fabularny Na scenach świata, opowiadający o życiu śpiewaczki. W 1995, w rocznicę śmierci artystki, w jej rodzinnej miejscowości – Braile zorganizowano po raz pierwszy konkurs dla młodych śpiewaków, nazwany jej imieniem.